# ローズマリー・ケネディ
ローズ・マリー・“ローズマリー”・ケネディ（英語: Rose Marie “Rosemary” Kennedy, 1918年9月13日 - 2005年1月7日）は、第35代アメリカ合衆国大統領ジョン・F・ケネディの妹。23歳のときにロボトミー手術を受け、知的障害の後遺症を負った。

## プロフィール

### 生い立ち
ローズマリーはジョセフ・P・ケネディ・シニアとローズ・フィッツジェラルド・ケネディの長女（第3子）としてマサチューセッツ州ブルックラインの両親宅で誕生した。本名は「ローズ」がファーストネームで「マリー」がミドルネーム (Rose Marie) だが、一般には「ローズマリー」(Rosemarie) の名で知られる。ただし親族や友人からは「ローズ」の短縮形で「ロージー」と呼ばれた。
彼女は知能テストの結果が低く、非常におとなしい子供だったと言われている。1980年代に出版された彼女の少女時代（1930年代末）の日記には、オペラやダンス、またおしゃれに夢中だった日々が描かれている。また、彼女の父がアメリカ駐英大使だったことから、ジョージ6世国王とエリザベス王妃に拝謁したこともあった。
幼年時代はおとなしく従順な少女だったが、成長するにつれて自己主張の強い性格になっていく。伝えるところでは、彼女は時に暴力的な不機嫌に陥りがちだったという。この原因として、高い能力が期待された兄弟たちについてゆく困難さ、あるいは思春期特有のホルモン過多が指摘されている。いずれにせよ、しばしば荒れ狂うローズマリーの扱いに家族は手を焼いた。彼女は教育と療養のため女子修道院に入れられ、（他の生徒とは隔離され、個別に授業を受けていた）夜な夜なそこから抜け出すようになった。

### ロボトミー手術
1941年、父であるジョセフは彼女の振る舞いがケネディ家の政治活動の妨げになると考え、精神外科の権威であるウォルター・フリーマンの勧めにより23歳のローズマリーにロボトミー手術を受けさせる。これによって彼女の暴力性が治まると考えてのことだった。しかし、前頭部の左右の神経線維を切断されたローズマリーは、期待された結果の代わりに尿失禁の後遺症が残り、幼児的な性格へ戻ってしまった。彼女は何時間もぼんやりと壁を見つめ続けたり、話すことが支離滅裂になったりして、その人格が破壊されてしまった。

### 手術後
1949年、ローズマリーはウィスコンシン州ジェファーソンにある障害者施設、セント・コレッタ特殊学校（St. Coletta's Institute for Backward Children）に入所することになる。彼女はケネディ家からは距離を置かれ、定期的に母ローズと妹のユーニスが彼女を見舞ったものの、孤独な生活を送った。父ジョセフに至っては、25年間一度たりとも彼女のもとを訪れることはなかった。また、ジョンやロバートも彼女を見舞った写真はおろか、見舞いに訪れた様子もなかったという。ローズマリーはジョセフの死後、時折フロリダやワシントンD.C.で静養し、また幼年期をすごしたケープ・コッドの家を訪れることもあった。
結局、ケネディ家は彼女がロボトミー手術を受けたことは明らかにせず「精神遅滞」として説明を続けた。後に彼女を廃人化しその事実を隠蔽していたことをマスコミに暴かれ激しく糾弾を受けた結果、それをかわすための手段として、ユーニスがスペシャルオリンピックスを立ち上げることとなった。

### 死去
ローズマリーは2005年1月7日、ウィスコンシン州フォート・アトキンソンのFort Memorial Hospitalにて、妹ジーンと弟テッドに見守られ、86歳で死去した。彼女の死はケネディ兄弟のなかでは5番目だったが、暗殺や事故死などではない自然死だったのは彼女が最初だった。遺体はマサチューセッツ州ブルックリンのハリウッド墓地に葬られたことが指摘されているが、同墓地はこの件に関しては一切言及していない。